# 旧開智学校
旧開智学校（きゅうかいちがっこう）は、1876年（明治9年）に長野県松本市本町一丁目（現在の松本市中央２丁目）に建てられ、その後、現在地である松本市沢村（現在の松本市開智２丁目）に移築された明治時代初期の擬洋風建築の校舎である。文明開化時代の小学校建築を代表する建物として広く知られている。1963年（昭和37年）3月まで松本市立開智小学校の校舎として使用されていた。
旧開智学校校舎は、2019年（令和元年）、近代の学校建築としては初めて国宝に指定された。
松本市立博物館の分館。

## 沿革

### 創立
開智学校は、藩校崇教館から明治維新による松本藩学、廃藩置県による筑摩県学と続いてきた県下第一の小学校で、学制による第二大学区筑摩県管下第一中学区の第一番小学開智学校として1873年（明治6年）5月6日に創立された。
「開智」の校名は、学制発布の前日に公布された太政官布告の被仰出書の文中にある「其身を修め智を開き才芸を長ずるは、学にあらざれば能わず」に由来すると考えられている。
県の学校では唯一、英学(洋学)が設置された。

### 建設
開智学校は当初は廃仏毀釈で廃寺となった旧藩主戸田氏の菩提寺全久院の建物を仮校舎としていた。
その後、1876年（明治9年）4月に全久院跡地に新規造営となった校舎が、現存する旧開智学校校舎である。
この校舎は筑摩県権令・永山盛輝の主導で建設されたもので、永山は自ら工事現場に出て監督を務めたと伝えられている。
工事費は約11,000円（現在の価値で2億円〜3億円）かかった。およそ7割を松本町全住民の寄付により調達し、残り3割は特殊寄付金及び廃寺をとりこわした古材売払金などで調達した。
上棟式には人力車や馬の往来ができないほどの見物人が押しかけ、開校式には約7,000人の来客と約12,000人の参観者があった。

### 設立後
1876年（明治9年）7月には敷地内に「第17番中学変則学校」が併設され、同校は現在の長野県松本深志高校の前身となった。
校舎の写真は、1884年のニューオーリンズ万国博覧会と1893年のシカゴ万国博覧会に出品された。
1888年（明治21年）4月2日、小学校令を実施して開智尋常小学校となる。
1889年（明治22年）9月9日、松本尋常小学校と改称。
1892年（明治25年）4月7日、改正小学校令により東筑摩高等小学校を合併して松本尋常高等小学校となる。
松本尋常高等小学校開智部として、松本尋常高等小学校の本部が置かれた。
1935年（昭和10年）3月、松本尋常高等小学校を廃し７尋常小学校１高等小学校に分割。松本市立開智尋常小学校となる。
1941年（昭和16年）、国民学校令により、松本市立開智国民学校初等科となる。
1947年（昭和22年）4月、学校教育法により、松本市立開智小学校となる。
1961年（昭和36年）3月23日、同校舎は明治時代の擬洋風学校建築としては初めて重要文化財の指定を受けた。
1963年（昭和37年）3月まで校舎は約90年間使用されたのち解体され、翌1964年にかけて現在の場所へ移築・復元された。
松本市立開智小学校は田町小学校と統合され現行の松本市立開智小学校となり、移築された旧開智学校の建物に並んで新校舎が建築された。

### 移転後
1965年（昭和40年）から教育博物館として公開され、年間約10万人が訪れている。
1965年（昭和40年）住居表示導入にあたって、開智小学校周辺の町名に「開智」を採用し、開智１丁目（鷹匠町、蟻ケ崎東）、開智２丁目（鷹匠町、北馬場、沢村、新田町、徒士町）、開智３丁目（旗町、沢村、徒士町、西町）が新町名となった。開智学校所在地の従前の地名は松本市沢村である。
1987年（昭和62年）10月6日に愛媛県西予市の開明学校と、2005年11月5日に静岡県賀茂郡松崎町岩科の岩科学校と、それぞれ姉妹館提携している。
1991年（平成3年）には、明治時代の洋式住宅である松本市旧司祭館が隣地に移築された。
2019年（令和元年）9月30日付けで校舎が国宝に指定された。
2021年（令和3年）から耐震対策と防災設備の整備のために休館していたが、2024年（令和6年）11月9日に再開館した。

## 建築概要
「旧開智学校校舎1棟」として国宝に指定。併せて建築関係資料（文書56点、図面7枚）が国宝の附（つけたり）として指定されている。
地元出身で大工棟梁の立石清重が設計施工を担当した擬洋風建築である。擬洋風建築は建築に当たり棟梁が横浜などに見学に出かけたという伝えが残っていても証拠が残っていない場合が多いが、立石は上京の記録「東京出府記」と付随するスケッチ集「営繕記」を残しており(立石は1875年の2度の上京で東京の開成学校、大蔵省、三井組を訪れたほか、山梨県の日川学校、琢美学校(藤村式建築)のスケッチが残っている。)、どの建物を参考にしたかが判明している点で開智学校は擬洋風建築の中でも重要な建物である。

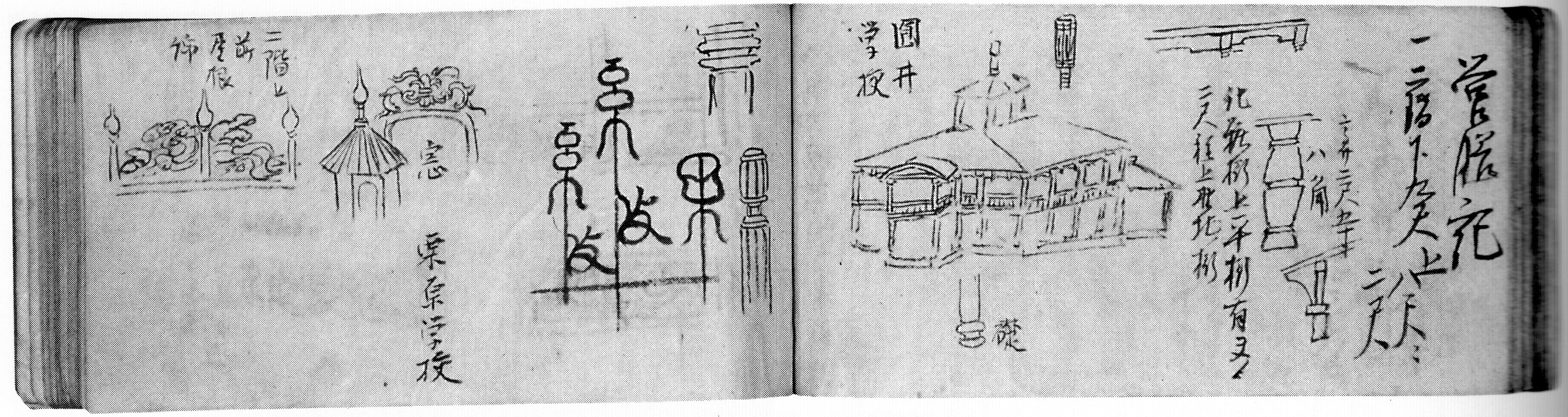
営繕記のスケッチ

木造2階建、寄棟造、桟瓦葺。当初は背面に長い入母屋屋根の教室棟が付属する逆L字型の平面構成をとっており、教場数32の大規模な建物だった。

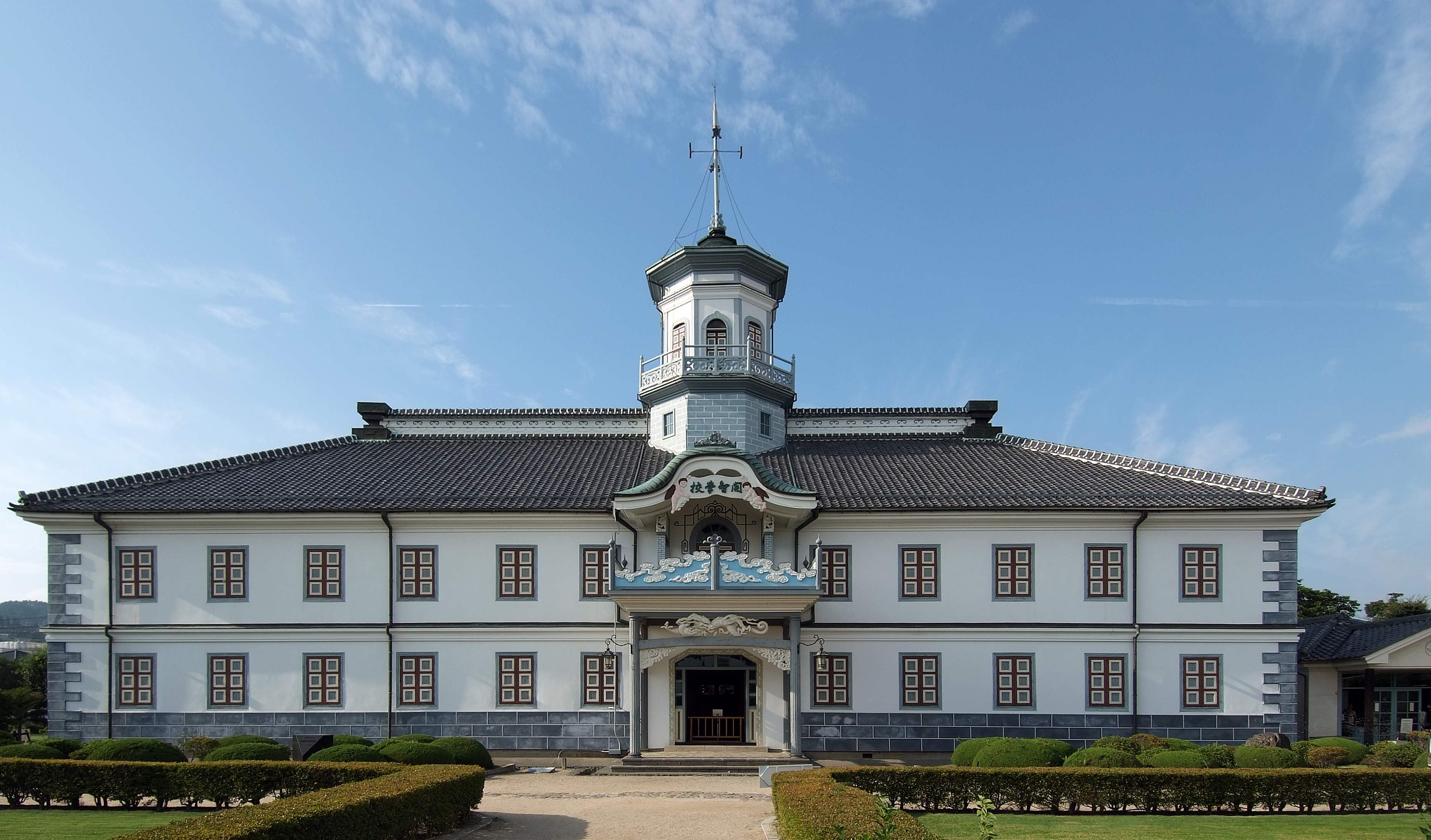
正面全景 （2009年（平成21年）9月）
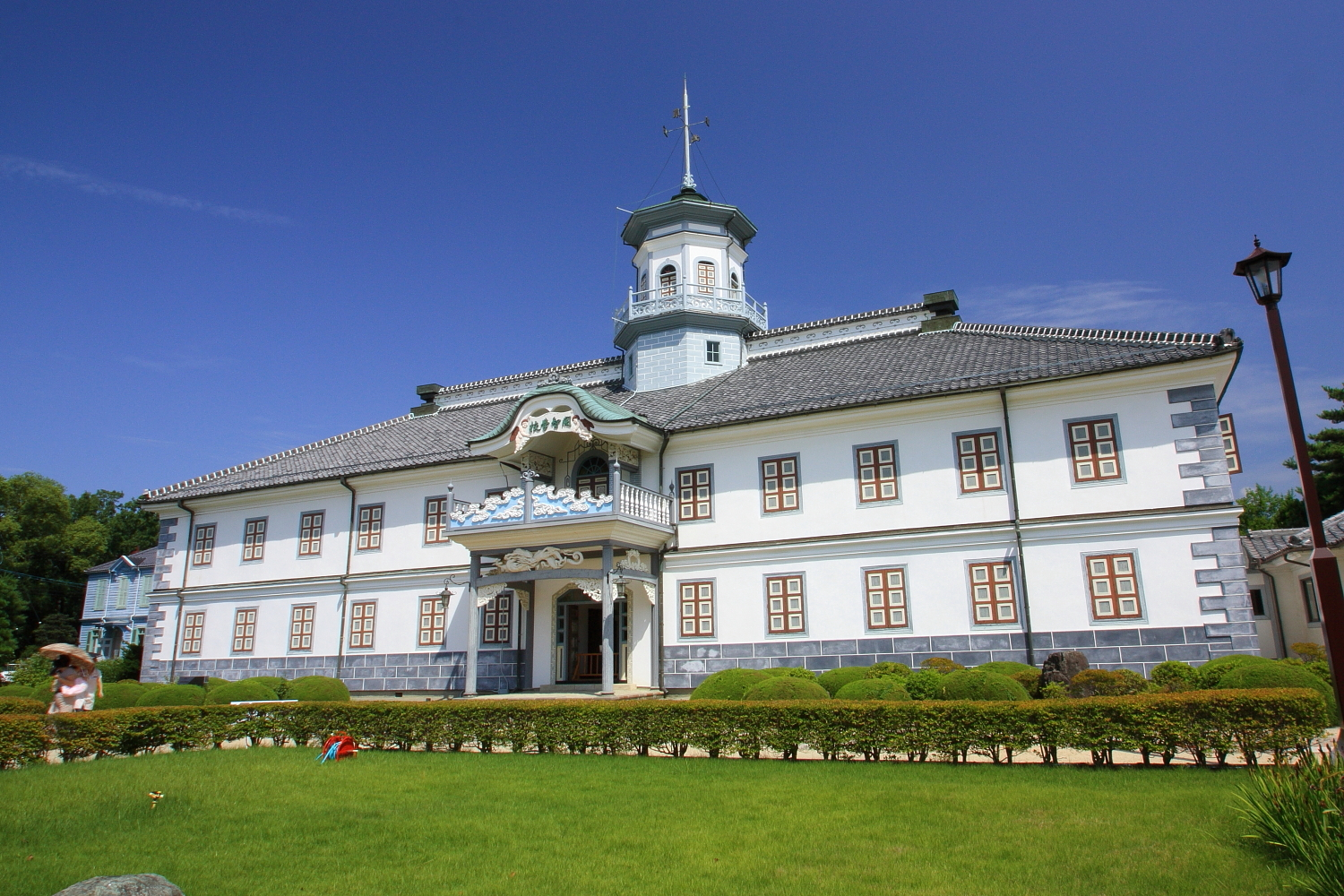
斜俯瞰 （2009年（平成21年）8月）
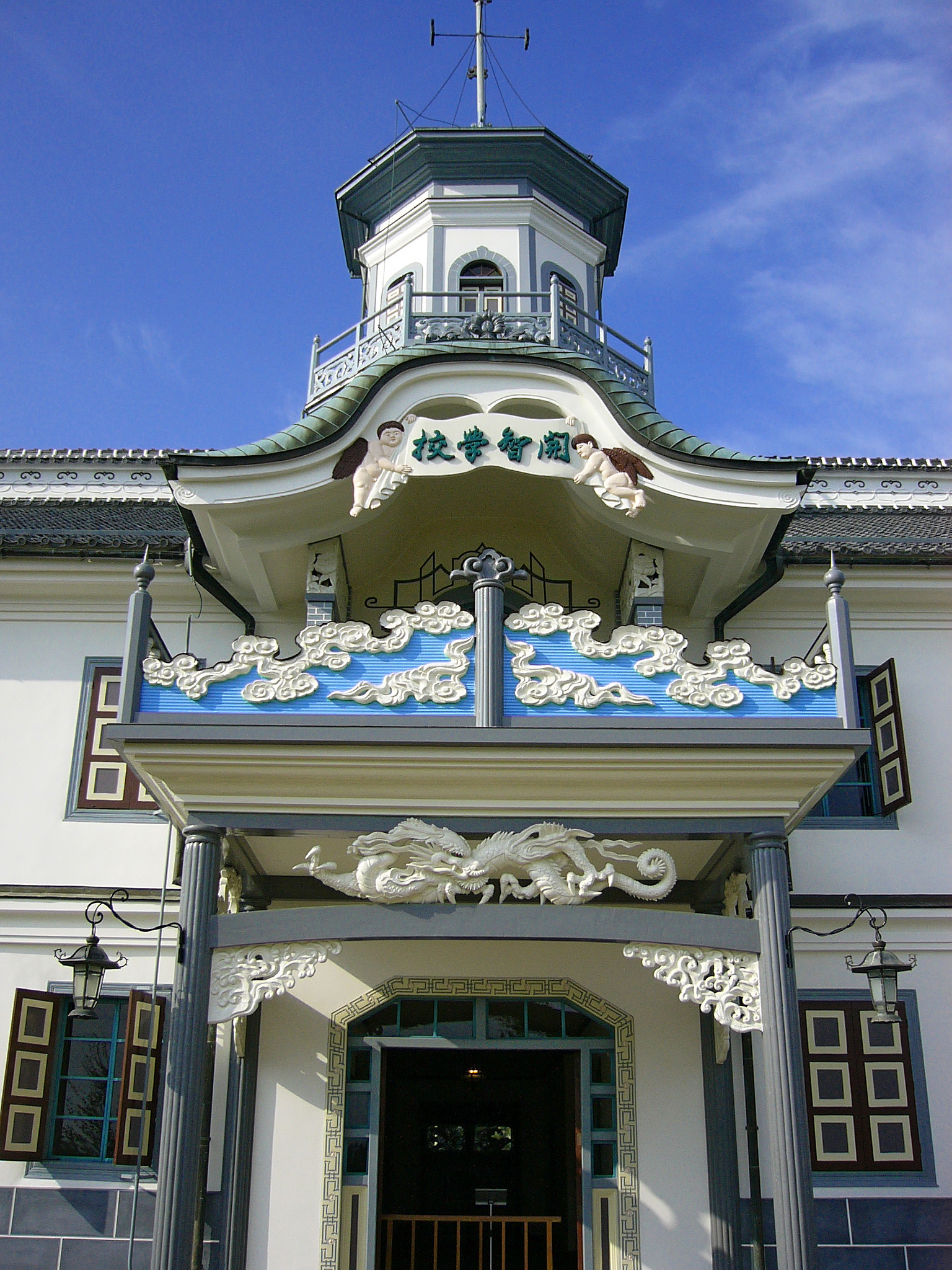
正面車寄(立川流原田蒼渓の彫刻) （2005年（平成17年）9月）

外壁は漆喰塗で、1階腰部は鼠漆喰を用いて石積み風に見せ、1・2階の四隅も同様に鼠漆喰を用いて隅石（コーナーストーン）風に見せる。建物正面に車寄を突出させる。車寄の正面内法貫（うちのりぬき）上には龍の彫刻を嵌め、側面の同じ位置には蟇股（かえるまた）風の雲文の彫刻がある。車寄2階は唐破風屋根とし、正面手摺部分に瑞雲の彫刻がある。破風下では2体の天使が校名の額を掲げている。建物中央には廻縁付の八角塔屋がある。塔屋の腰部は石積み風に目地を切っており、手摺には和風の唐草文の彫刻を嵌める。
前述の校名額のデザインは、東京日日新聞(錦絵新聞)の題字がモチーフとなっている。彫刻は室内の唐戸や洋灯の吊元にもあり、目立つ場所には高価な輸入品の色ガラスが使われた。2500枚の色ガラスが使用された校舎は「ギヤマン学校」の愛称で呼ばれた。
1階内部は東西に中廊下を通す（この建物は移築前は東向き、移築後は南向きに建てられているが、混乱を避けるため、ここでは移築後の方位で記述する）。車寄から奥へ向かって南北方向にも廊下があり、建物中央で前述の中廊下と交差している。1階西側は南北に2室ずつの教場を配し、廊下の交差点の南東側は教員控室とし、北東側には小使部屋、回り階段などを配す。2階は南東側に講堂があり、その他は教場等とする。講堂と廊下の境は壁を設けず、柱と洋風の手摺のみで隔てた開放的なつくりとする。小屋組（屋根裏の構造）はクイーンポストトラスを模している。
棟梁の立石清重は、東京や横浜で最新の建築を見学したうえで、自らのもつ和風建築の技術と融合させ、独創的な建築を生み出した。この建物は、車寄や塔屋などに洋風を取り入れつつ、唐破風や龍の彫刻などには和風の意匠を用いた、擬洋風建築の代表例であり、明治初期に流行したこの種の建築のなかでも完成度の高いものである。日本の近代学校制度の黎明期の校舎としての歴史的価値に加え、書類、図面などの関係資料が豊富に残り、設計や建築の経緯が明らかな点でも学術的価値が高い。

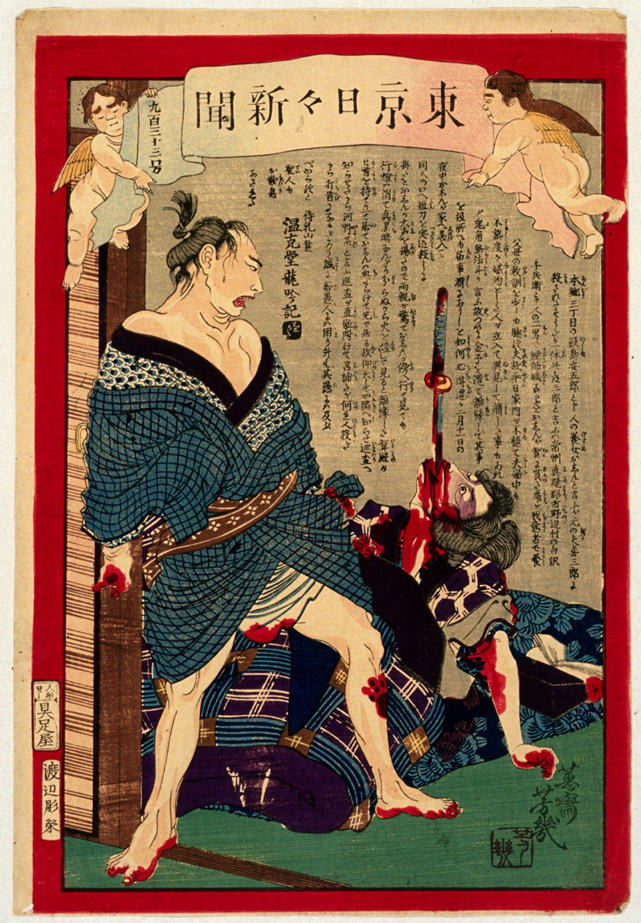
東京日日新聞
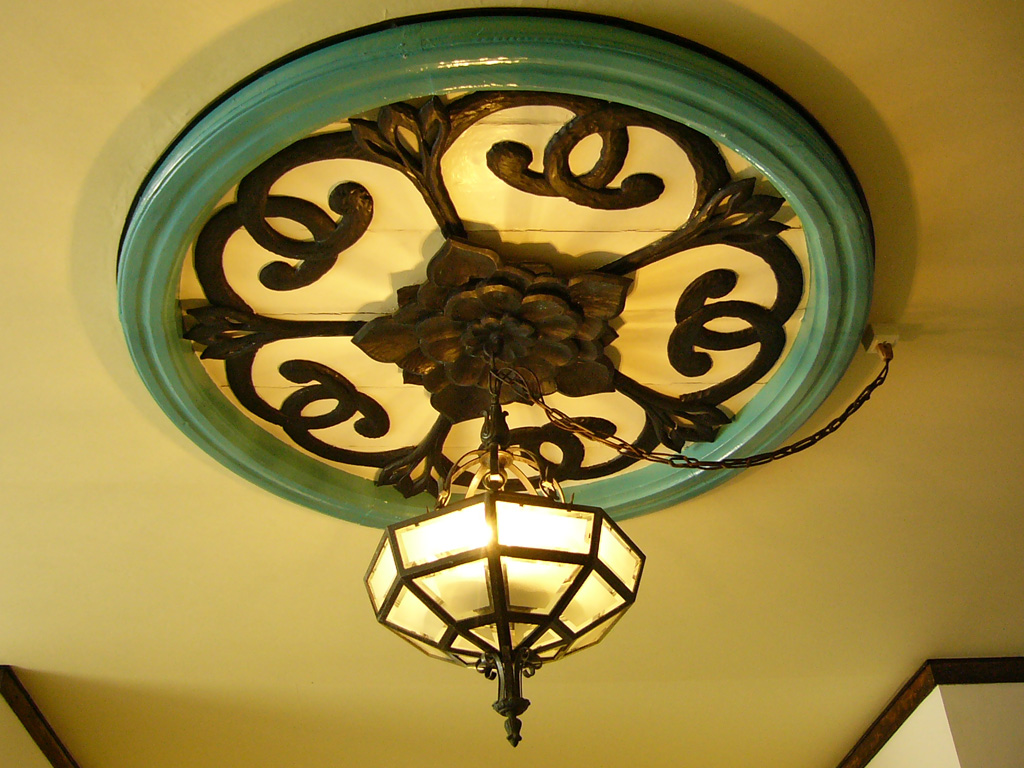
洋灯の吊元 （2005年（平成17年）9月）
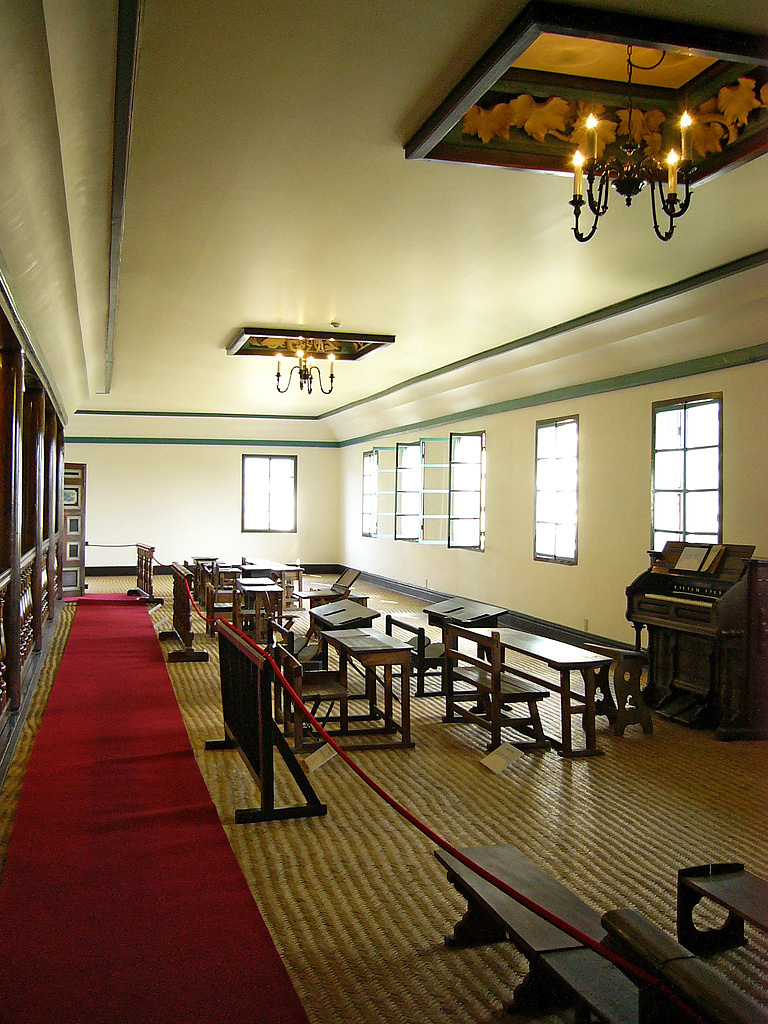
2階講堂 （2005年（平成17年）9月）

開智学校のデザインは周辺の学校建築にも影響を与えた。山辺学校を手がけた棟梁の佐々木喜十は開智学校建設時に立石のもとで働いており、全体の構成、塔の姿、石壁を模した漆喰の腰壁など直接影響を受けている。隣接する諏訪市の高島学校は塔の姿に、埴科郡坂城町の格致学校は石壁を模した漆喰の腰壁に開智学校の影響が見られる。

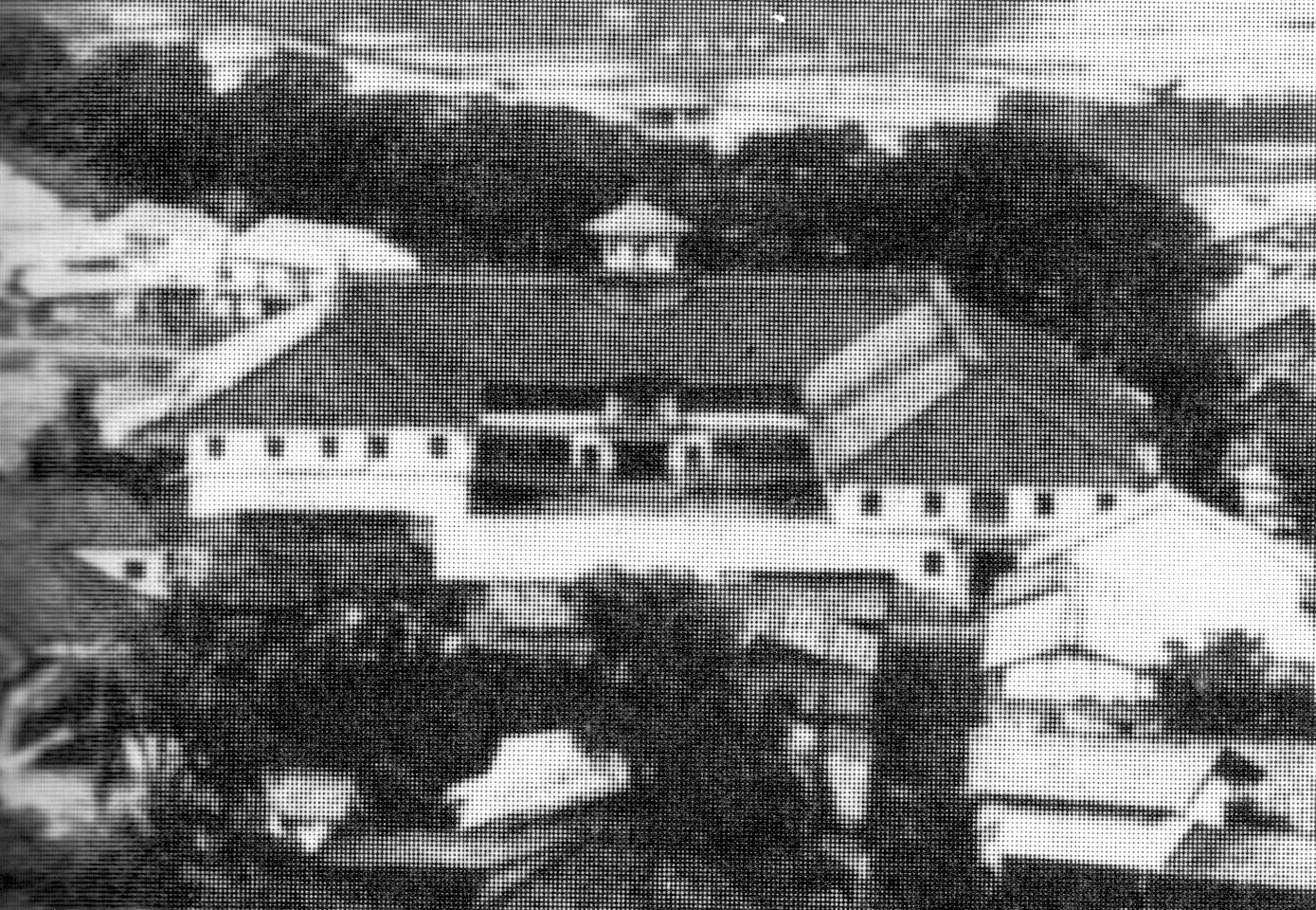
高島学校
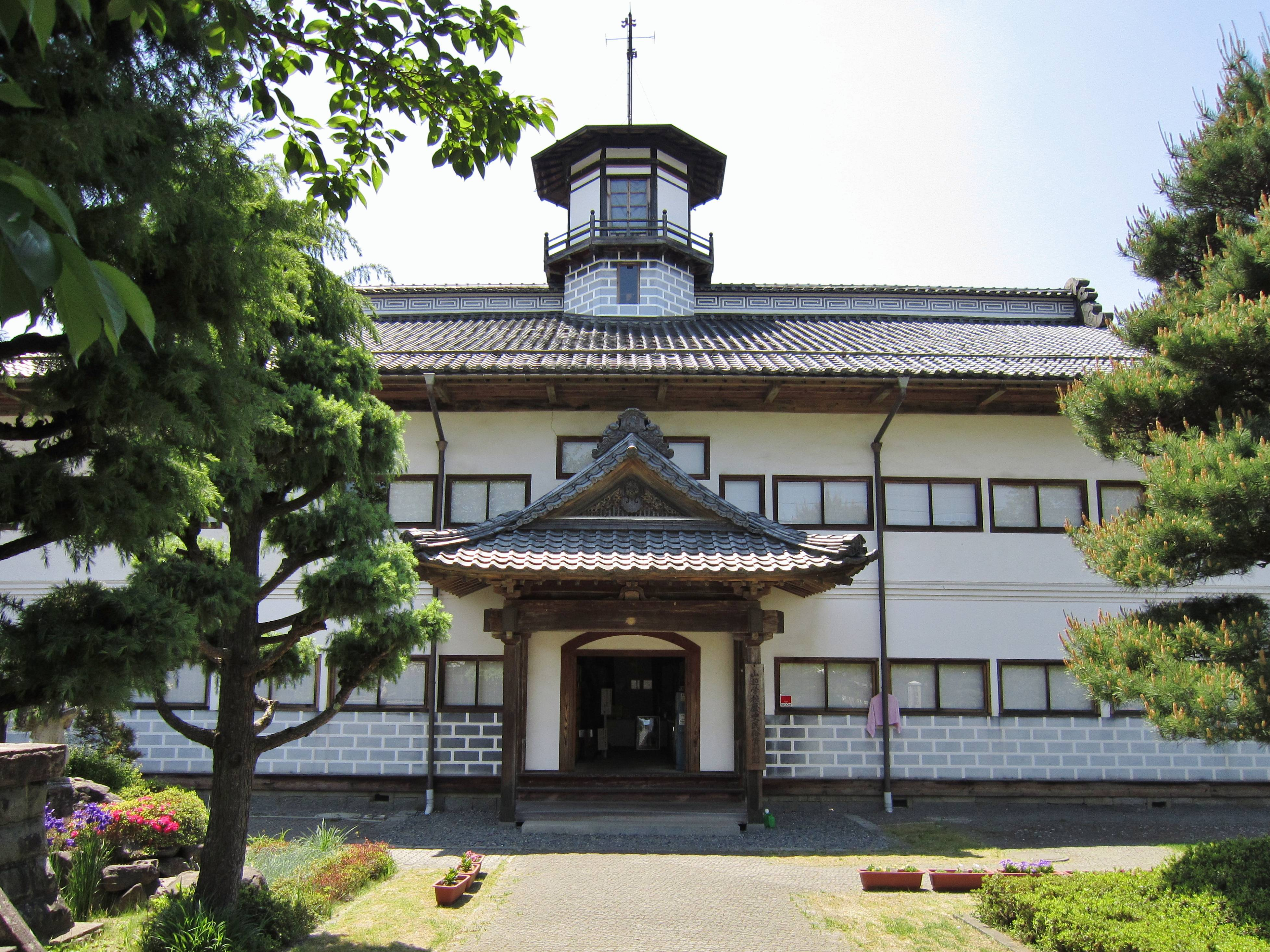
山辺学校 （2011年（平成23年）5月）

## 出身者
- 木下尚江
- 澤柳政太郎
- 高山正雄
- 堀江正章
- 水崎基一
- 吉武栄之進
- 渡邊嘉一

## 交通手段
- バス路線
  - 松本周遊バス タウンスニーカー北コース 「旧開智学校」にて下車。
  - 岡田線・アルプス公園線・北市内線　「鷹匠町（松本駅行きのみ）」または「蟻ヶ崎高校前」にて下車し徒歩。
- 鉄道
  - JR篠ノ井線松本駅から徒歩約20分
  - 同じくJR大糸線北松本駅から徒歩約20分